# 沈黙シリーズ
『沈黙』シリーズ（ちんもくシリーズ）は、日本語版タイトルに「沈黙の」と入るスティーヴン・セガール主演映画作品の総称（一部主演でないものもある）。便宜的にシリーズと称されているが、実際にはそれぞれ作品同士の繋がりは無く、原題も全く異なり、日本オリジナルの分類である。1992年の『沈黙の戦艦』を第1作に数えるが、この映画の正式な続編は1995年の『暴走特急』のみである。
『沈黙のSHINGEKI／進撃』の宣伝担当者によれば、「沈黙の」で始まる類似した邦題を付けることによって、飽きた人や興味がない人にスルーされることがあるとしつつも、それを上回る知名度のためセガールの作品であることが一目瞭然となり、デメリットは大きなものではないという。また、その上でジェームズ・ボンドシリーズと比較し、「『007』シリーズが格式美だとすると、沈黙シリーズは、生まれては死んでゆく、まさに自然との調和を理念とした合気道の精神に則った作品群。四季の移り変わりを楽しむように、楽しんでもらえる」と語った。
セガール自身が沈黙シリーズを知っているかどうかについて、『進撃』の宣伝担当者は「確かなことは言えないのですが、公開時には日本版のビジュアルやタイトルなど、きちんと本国の承認を得て進めているので、ご本人が知らないはずはないと思います」と述べ、『沈黙の宿命』の動画コメントで本人が『今度の沈黙シリーズは～』と話していたことも指摘した。2009年には、『Driven To Kill』に『沈黙の××』という仮題を付けた上で、この××に入れる言葉を公募するキャンペーンが行われた。セガール自身が日本語のコメントを寄せたほか、最終選考もセガール自身が行うという触れ込みだった。邦題は『沈黙の鎮魂歌』に決定し、セガール自身がタイトルを読み上げて発表した。

## 作品リスト
| No. | 作品                                                              | 公開年 | 監督                               | 役名                               | 備考 |  |  |
| --- | ----------------------------------------------------------------- | ------ | ---------------------------------- | ---------------------------------- | --- |  |  |
| 1   | 沈黙の戦艦 Under Siege                                            | 1992   | アンドリュー・デイヴィス           | ケイシー・ライバック               | |  |  |
| 2   | 沈黙の要塞 On Deadly Ground                                       | 1994   | スティーブン・セガール             | フォレスト・タフト                 | |  |  |
| 3   | 沈黙シリーズ第3弾/暴走特急 Under Siege 2: Dark Territory          | 1995   | ジェフ・マーフィー                 | ケイシー・ライバック               | 『沈黙の戦艦』の続編。VHS化時に『暴走特急』と邦題変更。 |  |  |
| 4   | 沈黙の断崖 Fire Down Below                                        | 1997   | フェリックス・エンリケス・アルカラ | ジャック・タガート                 | |  |  |
| 5   | 沈黙の陰謀 The Patriot                                            | 1998   | ディーン・セムラー                 | ウェズリー・マクラーレン           | |  |  |
| 6   | 沈黙のテロリスト Ticker                                           | 2001   | アルバート・ピュン                 | フランク・グラス                   | 同時多発テロの影響により、VHS化時に『沈黙シリーズ/TICKER』と邦題変更。                                                                                                |  |  |
| 7   | 沈黙の標的 Out For a Kill                                         | 2003   | マイケル・オブロウィッツ           | ロバート・バーンズ                 | |  |  |
| 8   | 沈黙の聖戦 Belly Of The Beast                                     | 2003   | チン・シウトン                     | ジェイク・ホッパー                 | |  |  |
| 9   | 沈黙の追撃 Submerged                                              | 2005   | アンソニー・ヒコックス             | クリス・コーディ                   | |  |  |
| 10  | 沈黙の脱獄 Today You Die                                          | 2006   | ドン・E・ファンルロイ              | ハーラン・バンクス                 | |  |  |
| 11  | 沈黙の傭兵 Mercenary For Justice                                  | 2006   | ドン・E・ファンルロイ              | ジョン・シーガー                   | |  |  |
| 12  | 沈黙の報復 Renegade Justice                                       | 2007   | ドン・E・ファンルロイ              | サイモン・バリスター               | 米国版DVDでは「Urban Justice」と表記 |  |  |
| 13  | 沈黙の奪還 Shadow Man                                             | 2007   | ミヒャエル・ケウシュ               | ジャック・フォスター               | |  |  |
| 14  | 沈黙のステルス Flight Of Fury                                     | 2007   | ミヒャエル・ケウシュ               | ジョン・サンズ                     | |  |  |
| 15  | 沈黙の激突 Attack Force                                           | 2007   | ミヒャエル・ケウシュ               | マーシャル・ローソン               | |  |  |
| 16  | 沈黙の逆襲 The Keeper                                             | 2009   | キオニ・ワックスマン               | ローランド・サリンジャー           | ソニー・ピクチャーズが公開する『斬撃 ZANGEKI』と同日上映（2009年10月3日）                                                                                             |  |  |
| 17  | 沈黙の鉄拳 A Dangerous Man                                        | 2010   | キオニ・ワックスマン               | シェーン・ダニエルズ               | |  |  |
| 18  | 沈黙の鎮魂歌 Driven To Kill                                       | 2010   | ジェフ・F・キング                  | ルスラン・ドラチェフ               | ジェネオン・ユニバーサル・エンターテイメントジャパンより2010年2月3日にDVD及びBlu-ray Discリリース。沈黙シリーズ初の邦題一般公募企画（2010年2月3日に公式サイトで発表） |  |  |
| 19  | 沈黙の復讐 Born to Raise Hell                                     | 2010   | ラウロ・チャートランド             | ボビー・サミュエル                 | 「男たちのヒート祭り 第5弾」として2010年12月11日劇場公開 |  |  |
| 20  | 沈黙の宿命 True Justice Part1                                     | 2011   | キオニ・ワックスマン               | イライジャ・ケイン                 | テレビドラマシリーズ「TRUE JUSTICE」6部作 |  |  |
| 21  | 沈黙の啓示 True Justice Part2                                     | 2011   | キオニ・ワックスマン               | イライジャ・ケイン                 | テレビドラマシリーズ「TRUE JUSTICE」6部作 |  |  |
| 22  | 沈黙の背信 True Justice Part3                                     | 2011   | ウェイン・ローズ                   | イライジャ・ケイン                 | テレビドラマシリーズ「TRUE JUSTICE」6部作 |  |  |
| 23  | 沈黙の弾痕 True Justice Part4                                     | 2011   | ウェイン・ローズ                   | イライジャ・ケイン                 | テレビドラマシリーズ「TRUE JUSTICE」6部作 |  |  |
| 24  | 沈黙の挽歌 True Justice Part5                                     | 2011   | ウェイン・ローズ                   | イライジャ・ケイン                 | テレビドラマシリーズ「TRUE JUSTICE」6部作 |  |  |
| 25  | 沈黙の神拳 True Justice Part6                                     | 2011   | キオニ・ワックスマン               | イライジャ・ケイン                 | テレビドラマシリーズ「TRUE JUSTICE」6部作 |  |  |
| 26  | 沈黙の男セガール ガチトークバトル The Voice Versus: Steven Seagal | 2012   |                                    | 本人                               | インタビュー作品。日本ではザ・シネマにて2017年に放送 |  |  |
| 27  | 沈黙の絆 True Justice2 Part0                                      | 2012   | キオニ・ワックスマン               | イライジャ・ケイン                 | |  |  |
| 28  | 沈黙の嵐 True Justice2 Part1                                      | 2012   | キオニ・ワックスマン               | イライジャ・ケイン                 | テレビドラマシリーズ「TRUE JUSTICE 2」6部作 |  |  |
| 29  | 沈黙の掟 True Justice2 Part2                                      | 2012   | ウェイン・ローズ                   | イライジャ・ケイン                 | テレビドラマシリーズ「TRUE JUSTICE 2」6部作 |  |  |
| 30  | 沈黙の牙 True Justice2 Part3                                      | 2012   | ラウロ・チャートランド             | イライジャ・ケイン                 | テレビドラマシリーズ「TRUE JUSTICE 2」6部作 |  |  |
| 31  | 沈黙の炎 True Justice2 Part4                                      | 2012   | キオニ・ワックスマン               | イライジャ・ケイン                 | テレビドラマシリーズ「TRUE JUSTICE 2」6部作 |  |  |
| 32  | 沈黙の刻 True Justice2 Part5                                      | 2013   | キオニ・ワックスマン               | イライジャ・ケイン                 | テレビドラマシリーズ「TRUE JUSTICE 2」6部作 |  |  |
| 33  | 沈黙の魂 True Justice2 Part6                                      | 2013   | ウェイン・ローズ                   | イライジャ・ケイン                 | テレビドラマシリーズ「TRUE JUSTICE 2」6部作 |  |  |
| 34  | 沈黙の監獄 Maximum Conviction                                     | 2013   | キオニ・ワックスマン               | クロス                             | |  |  |
| 35  | 沈黙の処刑軍団 Force of Execution                                 | 2014   | キオニ・ワックスマン               | アレクサンダー・コーツ             | |  |  |
| 36  | 沈黙の執行人 A Good Man                                           | 2014   | キオニ・ワックスマン               | アレクサンダー“ゴースト”           | テレビ放映邦題および配信邦題。DVD邦題は『リターンド・ソルジャー 正義執行人』                                                                                          |  |  |
| 37  | 沈黙のSHINGEKI/進撃 Gutshot Straight                              | 2014   | ジャスティン・スティール           | ポーライン・トランクス             | |  |  |
| 38  | 沈黙の制裁 Absolution                                             | 2015   | キオニ・ワックスマン               | ジョン・アレクサンダー             | |  |  |
| 39  | キリング・サラザール 沈黙の作戦 Killing Salazar                   | 2016   | キオニ・ワックスマン               | ジョン・ハリソン                   | |  |  |
| 40  | 沈黙のアフガン Sniper: Special Ops                                | 2016   | フレッド・オーレン・レイ           | ジェイク                           | |  |  |
| 41  | 沈黙の粛清 Code of Honor                                          | 2016   | マイケル・ウィニック               | ロバート・サイクス                 | |  |  |
| 42  | 沈黙の包囲網 アジアン・コネクション The Asian Connection          | 2016   | ダニエル・ジリーリ                 | シランキリ                         | |  |  |
| 43  | 沈黙の帝王 The Perfect Weapon                                     | 2016   | ティトゥス・パール                 | 指揮官                             | |  |  |
| 44  | エンド・オブ・ア・ガン 沈黙の銃弾 End of a Gun                    | 2016   | キオニ・ワックスマン               | デッカー                           | |  |  |
| 45  | 沈黙の激戦 Contract to Kill                                       | 2016   | キオニ・ワックスマン               | ジョン・ハーモン                   | |  |  |
| 46  | 沈黙の大陸 中国推销员 China Salesman                              | 2017   | 檀冰                               | ラウダー                           | 中国映画 |  |  |
| 47  | 沈黙の達人 Attrition                                              | 2018   | マチュー・ウェシュラー             | アックス                           | |  |  |
| 48  | 沈黙の終焉 General Commander                                      | 2019   | フィリップ・マルチネス             | ジェイク・アレクサンダー           | |  |  |
| 49  | 沈黙の鉄槌 Beyond the Law                                         | 2019   | ジェームズ・カレン・ブレザック     | アウグスティーノ・“フィン”・アデル | |  |  |